# Stockholms Studentsångare
Stockholms studentsångare, egentligen Stockholms studentsångarförbund, är en akademisk manskör från Stockholm. I vardagslag kallas kören Studentsångarna.

## Historik
Stockholms studentsångare bildades i oktober 1905 (kören räknar idag 1 november som datum för grundandet) och verkade fram till 1915 under namnet Stockholms Studentsångförbund. Akademisk manskörssång hade tidigare sporadiskt förekommit i Stockholm sedan ett par decennier. Vid särskilda tillfällen, främst firandet av valborgsmässoafton, samlades manskörssångare från de olika högskolorna för att framträda först under regementsläkaren Kulls och senare Calle Gentzels entusiastiska ledning. Vid nobelprisutdelningen 1909 framträdde en sådan ensemble, och Calle tyckte att "här skall banne mig inte avhållas några solenna sammankomster, där det förekommer sång, utan att vi är med och sjunger". Han skulle få rätt; kören har under åren framträtt vid oräkneliga nobelfester, doktorspromotioner och andra liknande evenemang och anlitas flitigt för dylika ändamål även i dag.
Calle Gentzel efterträddes som dirigent vid sin plötsliga död 1914 av John Örtengren, som ledde kören till 1917 då Einar Ralf tog över. Einar kom att vara Studentsångarnas dirigent i 50 år och bidrog starkt till körens utveckling genom sin starka förankring i det svenska musiklivet samt genom de många arrangemang han skrev åt kören. Samtidigt som han var Studentsångarnas dirigent var han även förbundsdirigent i Svenska Sångarförbundet och direktör för Kungliga Musikaliska Akademien.
Lars Blohm, senare hovorganist, efterträdde Einar Ralf. Lars har länge varit anställd som körproducent vid Sveriges Radio och var producent för Radiokören samt har varit förbundsdirigent i Sveriges Körförbund. Efter några år som vicedirigent och repetitör var Lars körens ordinarie dirigent i två perioder: från 1967 till 1981 samt från 1985 till 1989. Däremellan leddes kören av Anders-Per Jonsson. 1987 knöts Göte Widlund, förbundsdirigent i Svenska Sångarförbundet samt tidigare ledare för Poliskören, till kören. Mellan 1989 och 1997 var Göte körens förstedirigent. 
Göte Widlund arbetar numera som kantor i Högalids församling i Stockholm, där han har grundat Högalids Motettkör och Högalids Kammarorkester och är dirigent för båda. 
Efter en period då olika dirigenter anlitats blev Karin Oldgren (då Winther) ordinarie dirigent hösten 1998. Oldgren dirigerade kören fram till och med våren 2008. Den 10 oktober 2008 valdes Jerica Bukovec till ny dirigent för kören. Hon efterträddes i januari 2012 av Pelle Olofson som ledde kören till och med 2023.
Sedan 2024 leds kören av organisten, körledaren och tonsättaren Joakim Andersson (organist).

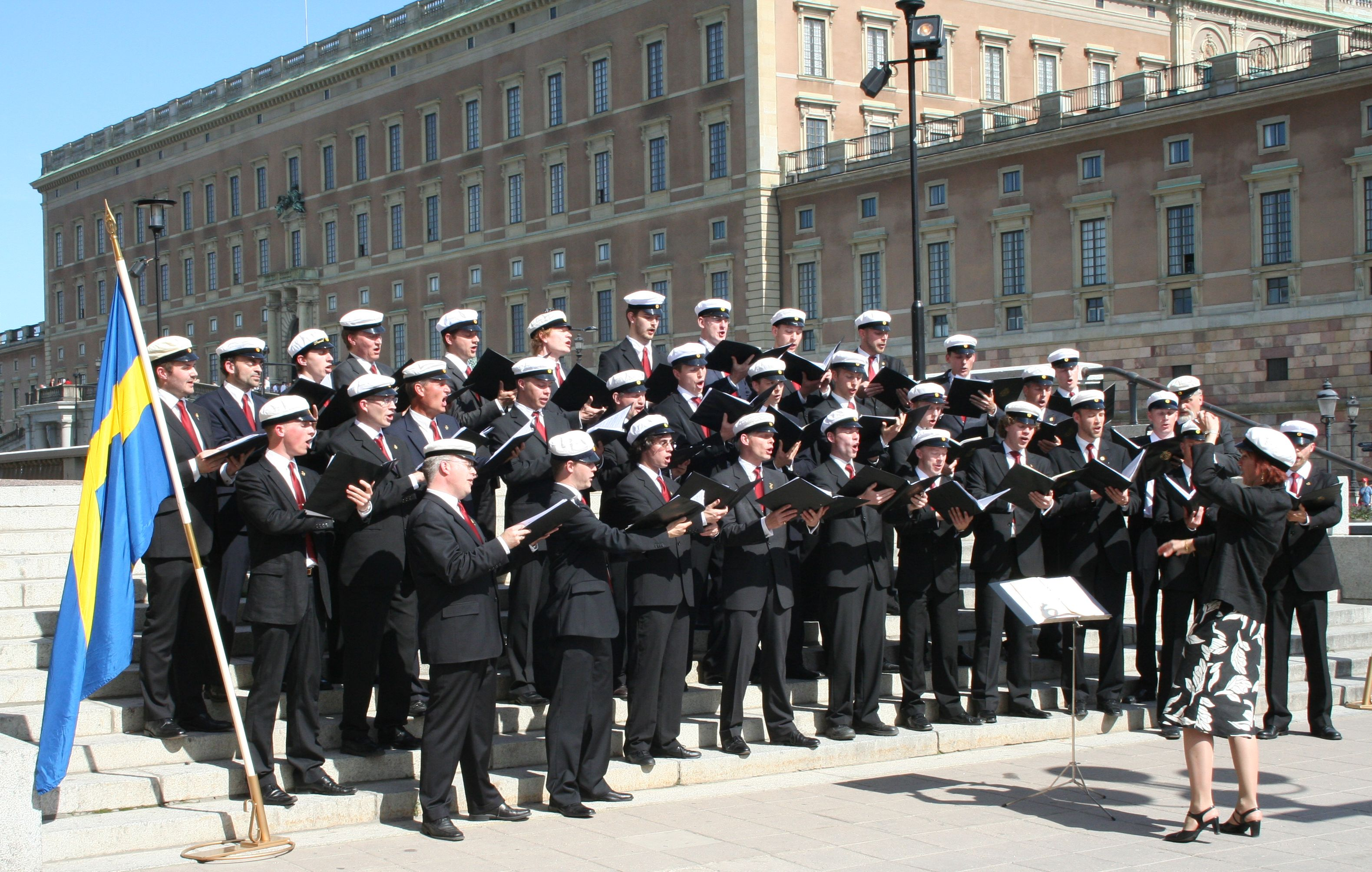
Stockholms Studentsångare med dirigent Karin Oldgren, utanför Kungliga slottet, nationaldagen 2007

## Verksamhet
Idag repeterar kören i Borgerskapets änkehus och är med sina drygt 50 aktiva sångare den främsta manskören i Stockholm. De traditionella vår- och julkonserterna, då kören ofta arbetar med namnkunniga solister, utgör stommen i verksamheten och resor och turnéer har de senaste åren gått till bland annat Malta och Japan. Kören har även förstärkt mansstämmorna i olika produktioner på Kungliga Operan och Folkoperan samt tillsammans med Kungliga Filharmoniska Orkestern.
Förbundet erhöll 1996 Carl XVI Gustafs beskydd.

## Samarbete
Stockholms Studentsångare är en del av den nordiska akademiska körtraditionen och som en del av denna samarbetar kören med jämna mellanrum med andra liknande körer, till exempel Linköpings Studentsångare, Lunds Studentsångförening, Studenter-Sangforeningen (Köpenhamn), Akademiska Sångföreningen (Helsingfors), Akademiska damkören Lyran (Helsingfors), Brahe Djäknar (Åbo), Florakören (Åbo), Den norske Studentersangforening (Oslo), Studentersangforeningen (Bergen), Trondhjems Studentersangforening (Trondheim) och Det Norske Mannskor av 1995 (Tromsø).
Kören har också samarbetat med Adolf Fredriks gosskör.

## Diskografi i urval
- 2006 – Julens ljus
- 2003 – Välkommen till våren
- 2001 – Live
- 1993 Julkonsert med Stockholms Studentsångare. Dir: Göte Widlund, Anna Eklund-Tarantino (sopran), Anders Larsson (baryton), Stefan Therstam (orgel/piano). ARTEMIS 7138.
- 1981 - Mälardrottning
- 196? - Stockholms studentsångarförbund sjunger under Einar Ralf
- 1958 - Einar Ralf den tjugofjärde juli 1958

## Tävlingar/utmärkelser
- 2009 – Två Gold Diploma vid The 3rd Malta International Choir Competition Festival of Sacred and Secular Music Valletta, Malta.[8]